# Penisfodral

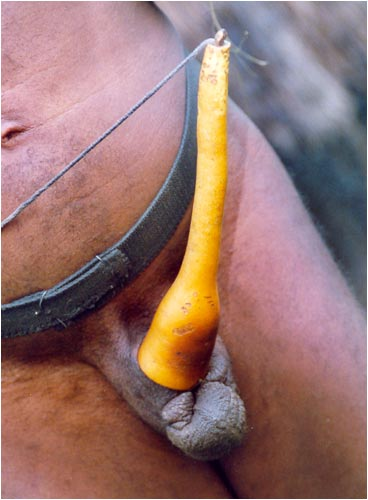
Ett penisfodral

Ett penisfodral, eller en koteka, är ett plagg som används i vissa kulturer för att innesluta penis. Det förekommer i Melanesien, som är en etnografisk region i västra Stilla havet och framför allt på Nya Guinea, och tillverkas oftast av kalebasser eller andra liknande växter. Kortare penisfodraler används vid arbete, medan längre och eventuellt dekorerade vid fest eller ceremoniella tillfällen. Kalebassen kan formas till önskad form med hjälp av tyngder och stenar.
Kotekan används allt mer sällan i det dagliga livet på Nya Guinea. På 1970-talet drev guvernör Acub Zainal en misslyckad kampanj operasi koteka (operation penisfodral) för att få befolkningen i de centrala delarna av landet att använda byxor istället för penisfodral, men idag använder de flesta västerländska  kläder.
Penisfodral kan ha olika betydelse hos olika folk, förutom den uppenbara falliska symboliken. Till exempel är det en identitetsmarkör hos Danifolket på Nya Guinea då olika lokala grupper bär fodral av olika form medan det hos gefolken signalerar den vuxne mannens kontroll över sin sexualitet.